# Una birra al fronte
Una birra al fronte (The Greatest Beer Run Ever) è un film del 2022 diretto da Peter Farrelly.
La pellicola è tratta dall'omonimo libro di Joanna Molloy e John Donohue.

## Trama
Il ventiseienne John Donohue è un veterano dei marines che continua a lavorare sulle navi. Una notte del 1967 incontra in un bar di New York un gruppo di uomini che hanno amici e parenti che stanno combattendo in Vietnam. Uno di loro suggerisce che qualcuno potrebbe intrufolarsi in Vietnam e portare ai loro amici in guerra messaggi da casa e una birra: John accetta la missione.

## Produzione

### Sviluppo
Il 26 aprile 2019 la Skydance Media acquistò i diritti cinematografici del libro di Molloy e Donohue. Peter Farrelly fu scritturato per dirigere il fim e scrivere la sceneggiatura insieme a Brian Currie e Peter Jones. Viggo Mortensen e Dylan O'Brien si unirono al cast poco dopo, ma entrambi dovettero abbandonare il progetto.
Nel marzo 2021 il film è stato acquistato da Apple TV+ e nel luglio dello stesso anno è stata confermata la presenza nel cast di Zac Efron e Russell Crowe nei ruoli per cui erano stati scritturati O'Brien e Mortensen. Nell'ottobre 2021 Bill Murray si è unito al cast.

### Riprese
Le riprese sono iniziate nel settembre 2021 e si sono svolte tra la Thailandia e il New Jersey.

## Promozione
Il primo trailer è stato pubblicato il 17 agosto 2022.

## Distribuzione
La prima del film è avvenuta il 14 settembre 2022 in occasione del Toronto International Film Festival. Il 30 settembre dello stesso anno il film verrà reso disponibile in distribuzione limitata nelle sale statunitensi e su Apple TV+.